# Euphorbia berorohae
Euphorbia berorohae is een plantensoort uit de familie Euphorbiaceae. De soort is endemisch in Madagaskar, waar deze voorkomt in het zuidwesten, in de omgeving van de rivier Mangoky bij Beroroha, waar hij groeit op rotsige hellingen. De soort wordt bedreigd door bosbranden, habitatsvernietiging en verzamelaars. De soort staat op de Rode Lijst van de IUCN geklasseerd als 'kritiek'.
... · 
E. abdelkuri · 
E. abyssinica · 
E. acanthothamnos · 
E. actinoclada · 
E. adenopoda · 
E. alcicornis · 
E. alfredii · 
E. alluaudii · 
E. ambarivatoensis · 
E. ambovombensis · 
E. amygdaloides (Amandelwolfsmelk) · 
E. analalavensis · 
E. ankaranae · 
E. ankarensis · 
E. ankazobensis · 
E. antiquorum · 
E. antso · 
E. aprica · 
E. arahaka · 
E. aureoviridiflora · 
E. balsamifera · 
E. banae · 
E. beharensis · 
E. bemarahaensis ·
E. berorohae · 
E. biaculeata · 
E. boissieri · 
E. boiteaui · 
E. boivinii · 
E. bongolavensis · 
E. bosseri · 
E. brachyphylla · 
E. caducifolia · 
E. candelabrum · 
E. cap-saintemariensis · 
E. capmanambatoensis · 
E. capuronii · 
E. caput-aureum · 
E. cedrorum · 
E. cyparissias (Cipreswolfsmelk) · 
E. dulcis (Zoete wolfsmelk) · 
E. epithymoides (Kleurige wolfsmelk) · 
E. erythraea ·
E. esula (Heksenmelk) · 
E. exigua (Kleine wolfsmelk) · 
E. handiensis ·
E. helioscopia (Kroontjeskruid) · 
E. ingens · 
E. lacei · 
E. lactea · 
E. lathyris (Kruisbladige wolfsmelk) · 
E. leuconeura · 
E. neriifolia · 
E. officinarum · 
E. palustris (Moeraswolfsmelk) · 
E. paralias (Zeewolfsmelk) · 
E. peplus (Tuinwolfsmelk) · 
E. platyphyllos (Brede wolfsmelk) · 
E. portlandica (Kustwolfsmelk) · 
E. pulcherrima (Kerstster) · 
E. regis-jubae · 
E. resinifera · 
E. royleana · 
E. seguieriana (Zandwolfsmelk) · 
E. stenoclada · 
E. stricta (Stijve wolfsmelk) · 
E. tirucalli · 
E. verrucosa (Wrattige wolfsmelk) · 
E. waringiae · 
...